# Trentepohlia suberecta
Trentepohlia suberecta är en tvåvingeart som beskrevs av Alexander 1939. Trentepohlia suberecta ingår i släktet Trentepohlia och familjen småharkrankar.
Artens utbredningsområde är Ecuador. Inga underarter finns listade i Catalogue of Life.